# Миљановци (Тешањ)
Миљановци су насељено мјесто у Босни и Херцеговини, у општини Тешањ, које административно припада Федерацији Босне и Херцеговине. Према попису становништва из 1991. у насељу је живјело 1.060 становника.

## Историја
Насеље Миљановци се до рата у Босни и Херцеговини (1992-1995) у целини налазило у саставу општине Тешањ.

## Становништво
| Националност       | 1991.        | 1981.          | 1971.          |
| Муслимани          | 939 (88,58%) | 2.443 (78,55%) | 1.942 (81,32%) |
| Хрвати             | 107 (10,09%) | 623 (20,03%)   | 439 (18,38%)   |
| Срби               | 4 (0,37%)    | 22 (0,70%)     | 6 (0,25%)      |
| Југословени        | 5 (0,47%)    | 9 (0,28%)      | 1 (0,04%)      |
| остали и непознато | 5 (0,47%)    | 13 (0,41%)     | 0              |
| Укупно             | 1.060        | 3.110          | 2.388          |